# William Herbert (3e comte de Pembroke)
Pour les articles homonymes, voir William Herbert et Herbert.
William Herbert (8 avril 1580 - 10 avril 1630) est un homme politique et courtisan anglais. Il est le fils de Henry Herbert (2e comte de Pembroke) et de sa troisième femme, Mary Sidney. Chancelier de l'Université d'Oxford, il fonde le Pembroke College d'Oxford avec le roi Jacques Ier. Il est gardien de la forêt de Dean et agent de police de St Briavels de 1608 à 1630. Il sert comme Lord Chambellan de 1615 à 1625. En 1623, le Premier Folio des pièces de William Shakespeare lui est dédié, avec son frère Philip Herbert (4e comte de Pembroke). 

## Biographie

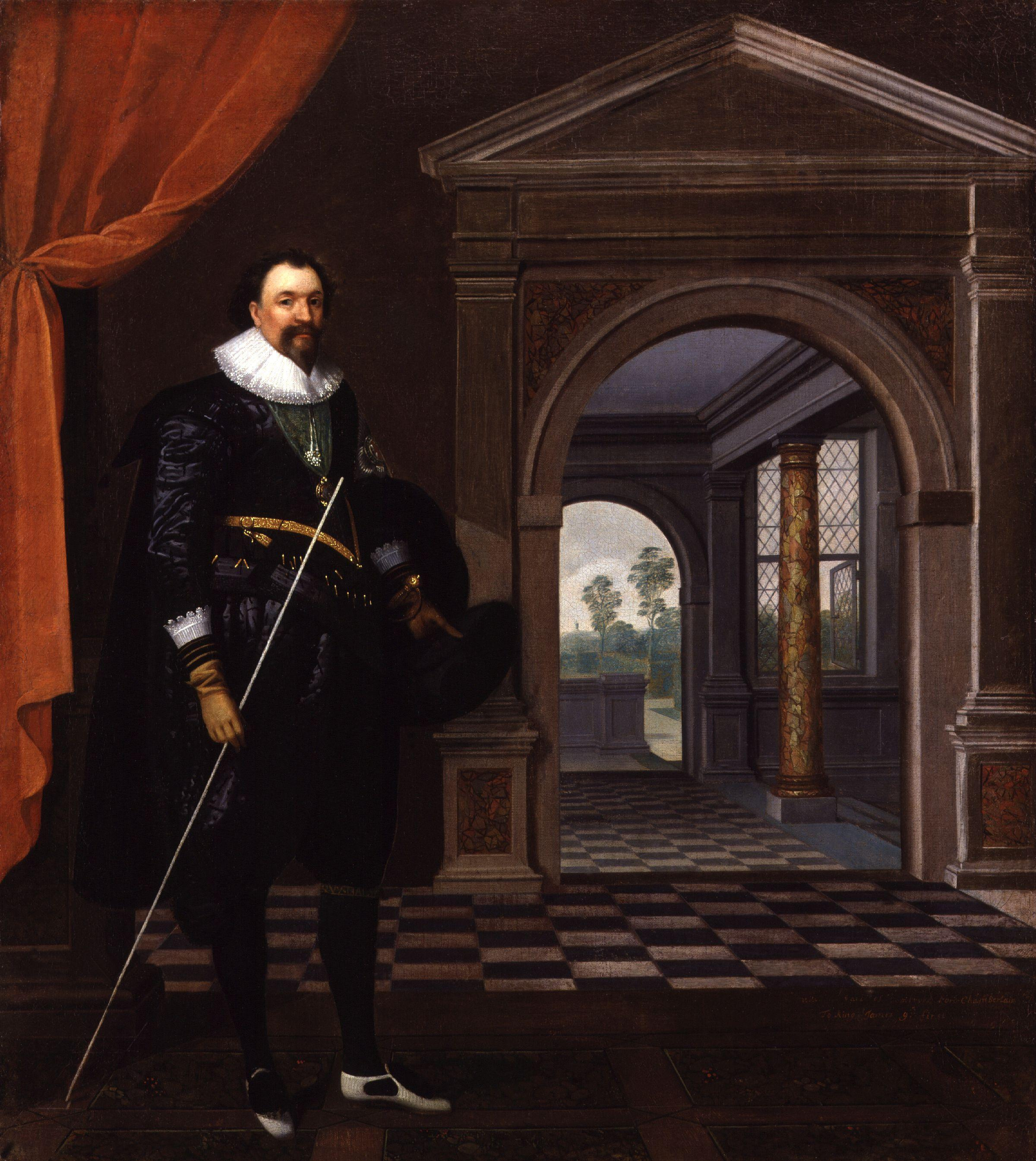
William Herbert par Daniel Mytens

William est un homme de livres, qui a le poète Samuel Daniel comme précepteur, et préfère rester dans son bureau à fumer la pipe. Néanmoins, il est une figure remarquable dans la société de son temps et à la cour de Jacques Ier. Plusieurs fois, il se trouve opposé au duc de Buckingham, et il s'intéresse vivement à la Colonisation européenne des Amériques. Il est lord chambellan de la maison royale de 1615 à 1625 et Lord-intendant de 1626 à 1630. Il est chancelier de l'université d'Oxford en 1624, lorsque le Pembroke College est nommé en son honneur. 

## Mariages et enfants
Son père négocie un mariage entre le jeune Herbert et Bridget de Vere, petite-fille de William Cecil (1er baron Burghley). Les négociations échouent et il est resté célibataire. 
À l'âge de vingt ans, il a une liaison avec Mary Fitton (qui est un modèle possible pour la Dame noire des sonnets), qui tombe enceinte. Admettant sa paternité, il refuse de l'épouser et est envoyé à la prison de Fleet où il écrit des vers. En 1601, Mary donne naissance à un garçon qui meurt aussitôt (peut-être de la syphilis, dont on pense que Pembroke aurait pu souffrir). Il est finalement libéré. Le 4 novembre 1604, il épouse Lady Mary Talbot, la fille naine et déformée de Gilbert Talbot, 7e comte de Shrewsbury. 
Herbert a une liaison avec sa cousine, Mary Wroth, fille de Robert Sidney, frère de Mary Sidney, comtesse de Pembroke, mère d'Herbert. La relation produit au moins deux enfants illégitimes, une fille, Catherine, et un fils, William. Dans Herbertorum Prosapia, un recueil de manuscrits du dix-septième siècle sur l'histoire de la famille Herbert, conservés à la bibliothèque de Cardiff, le cousin du comte de Pembroke, Sir Thomas Herbert enregistre la paternité des deux enfants de Wroth par William Herbert. Il est décédé en 1630, à l'âge de 50 ans et ses titres sont transmis à son frère, Philip Herbert (4e comte de Pembroke). Il est enterré dans la Cathédrale de Salisbury dans un caveau familial devant l'autel.

## Sonnets de Herbert et Shakespeare
Herbert est reconnu comme la "belle jeunesse" dans les sonnets de William Shakespeare, que le poète recommande vivement d'épouser. Il est un mécène du jeune Shakespeare et ses initiales correspondaient à la dédicace des Sonnets à un "M. WH", "le seul qui ait engendré ces sonnets". L'identification est proposée pour la première fois par James Boaden dans son ouvrage de 1837 intitulé On the Sonnets of Shakespeare. EK Chambers, qui a précédemment envisagé Henry Wriothesley (3e comte de Southampton) comme un jeune adolescent, change d'avis lorsqu'il découvre que, dans des lettres, il a été invité vers 1595 à épouser Elizabeth Carey, petite-fille de Henry Carey, le Lord Chamberlain qui dirige la compagnie de Shakespeare. Mais il refuse de l'épouser. Dans son édition des Sonnets de Shakespeare, Katherine Duncan-Jones affirme qu'Herbert est le candidat le plus probable. Le Premier Folio des pièces de Shakespeare est consacré à "un couple incomparable", William Herbert et son frère Philip Herbert. 
Herbert est également un important mécène des arts et un membre du groupe Whitehall. 